# Tolleshunt Knights
Tolleshunt Knights is een civil parish in het bestuurlijke gebied Maldon, in het Engelse graafschap Essex.